# Zeil am Main
Zeil am Main é uma cidade da Alemanha, localizado no distrito de Haßberge, no estado de Baviera.